# Grand Power K-100
Grand Power K-100 (krajše K-100) je polavtomatska pištola slovaške tovarne Grand Power SRO.

## Zgodovina
Pištola je prvi izdelek slovaške oborožitvene industrije. Izdelana je v kalibru 9 mm Luger. Pištolo je zasnoval slovaški konstruktor Jaroslav Kuracina, ki je prve načrte zanjo narisal leta 1994. Patent za izdelavo je dobil leta 1996, prvi prototip z delovnim imenom K1 pa je bil izdelan leta 1998. V letu 2002 so na slovaškem ustanovili tovarno GrandPower, ki je začela s serijsko proizvodnjo pištole.

## Opis
Pištola ima polimerično ogrodje, zaklepišče in ostale funcionalne dele pa ima izdelane iz ojačenega jekla. Zanimiva je predvsem zaradi načina delovanja. Kratki trzaj povzroči zasuk cele cevi za nekaj stopinj, kar je pri pištolah dokaj neobičajna rešitev. Po navadi se delno zasuka le del z ležiščem naboja. Poleg tega je zanimiva tudi zato ker ima na obeh straneh zaklepišča poleg varovalke tudi vzvod za spuščanje zaklepa iz zadnjega položaja, ki pa je malce neroden za uporabo. Za natančnost poskrbijo klasični prednji in nastavljivi zadnji merek.
Za policijske enote je pištola na voljo tudi v avtomatski izvedbi.

## Izvedbe
- K-100 Mk 6
- K100 Patrol
- K100 Tactical
- K100 Target
- K100 Silver
- K100 DAO
- K100 QA
- K100 GPC9
- K100 Whisper
- K102 R
- K105 R